# Chuck Daly
Charles Jerome "Chuck" Daly (St Marys, 20 de julho de 1930 – Júpiter, Flórida, 9 de maio de 2009) foi um técnico de basquete estadunidense. Treinou o Dream Team nos Jogos Olímpicos de 1992 em Barcelona, onde ganhou a medalha de ouro. Na NBA, participou de 14 temporadas e foi campeão em 2 oportunidades com o Detroit Pistons, em 1988-1989 e 1989-1990.

## Carreira
Matriculou-se na Universidade de St. Bonaventure, um ano depois foi para a Universidade da Pensilvânia Bloomsburg, se graduando em 1952, serviu no exército por 2 anos. Começou a carreira em 1955 treinando a Universidade de Punxsutawney, conseguindo 111 vitórias e 70 derrotas em 8 temporadas.
Em 1963, foi assistente técnico na Duke University. Em 1969 substitui Bob Cousy como treinador do Boston College. Sua primeira campanha foi 11-13. Em 1971 melhorou para 15-11, neste ano tornou-se treinador da Universidade de Pensilvânia sucedendo Dick Harter, e vencendo 20 ou mais jogos, conquistando o Ivy League nos primeiros 4 anos. Em 1972, conseguiu 20-3,13-1 na Conferência, perdendo apenas a final para a Carolina do Norte. Após 6 temporadas conseguiu 125-38, 74-10 no Ivy League.
Teve o maior número de vitórias e melhor porcentagem entre os técnicos em playoffs, com 74-48, e foi o único treinador do Hall da Fama que ganhou a NBA e as Olimpíadas.
Em março de 2009, diagnosticou-se com câncer pancreático, falecendo em 9 de maio de 2009. Além dele, apenas 6 treinadores foram bi-campeões legítimos. Ganhou 3 títulos da Divisão Central. Em vitórias é o 13° treinador e em porcentagem é o 8°.

## Basquete Universitário
- 1969-1970 Boston College (independente)    11-13
- 1970-1971 Boston College (independente)    15-11
- 1971-1972 Pensilvânia (Ivy League)     25-3          13-1(1)               Final
- 1972-1973 Pensilvânia (Ivy League)     21-7          12-2(1)               Segunda rodada
- 1973-1974 Pensilvânia (Ivy League)     21-6          13-1(1)               Primeira rodada
- 1974-1975 Pensilvânia (Ivy League)     23-5          13-1(1)               Primeira rodada
- 1975-1976 Pensilvânia (Ivy League)     17-9          11-3(2)
- 1976-1977 Pensilvânia (Ivy League)     18-8          12-2(2)
- Total              8 temporadas                        151-62        74-10

## Basquete Profissional
- 1981-82 Cleveland Cavaliers   9-32
- 1983-84 Detroit Pistons       49-33       2-3                 Primeira rodada leste
- 1984-85 Detroit Pistons       46-36       5-4                 Semifinal leste
- 1985-86 Detroit Pistons       46-36       1-3                 Primeira rodada leste
- 1986-87 Detroit Pistons       52-30       10-5                Final leste
- 1987-88 Detroit Pistons       54-28       14-9                Final NBA
- 1988-89 Detroit Pistons       63-19       15-2                Campeão NBA
- 1989-90 Detroit Pistons       59-23       15-5                Campeão NBA
- 1990-91 Detroit Pistons       50-32       7-8                 Final leste
- 1991-92 Detroit Pistons       48-34       2-3                 Primeira rodada leste
- 1992-93 New Jersey Nets       43-39       2-3                 Primeira rodada leste
- 1993-94 New Jersey Nets       45-37       1-3                 Primeira rodada leste
- 1997-98 Orlando Magic         41-41
- 1998-99 Orlando Magic         33-17       1-3                 Primeira rodada leste
- Total     14 temporadas           638-437     75-51